# Sylvester Stallone

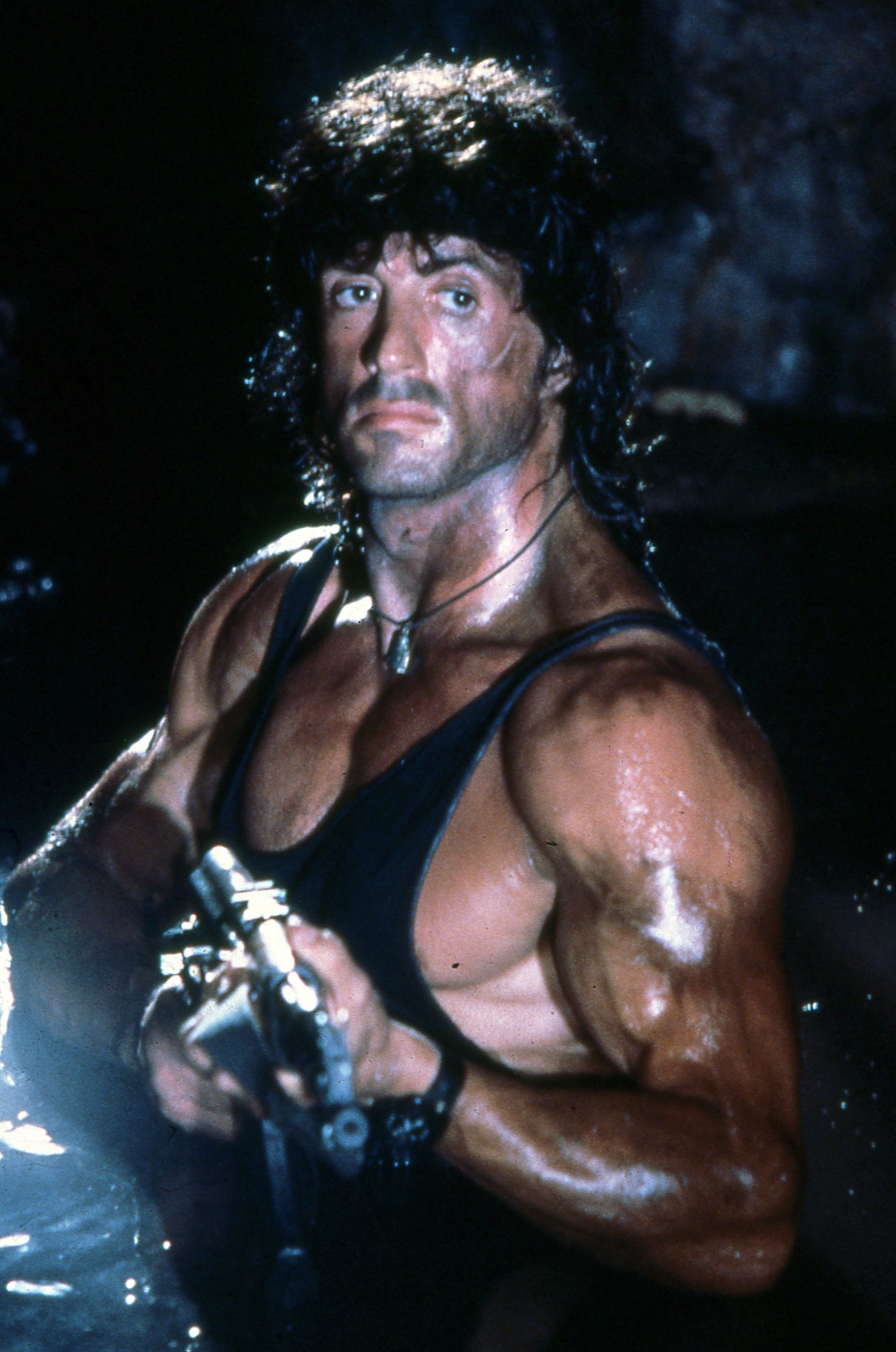
Stallone als Rambo in 1985

Sylvester Gardenzio Stallone (New York, 6 juli 1946), bijgenaamd Sly, is een Amerikaans acteur, scenarist, filmproducent en filmregisseur. Zijn naam wekt bij velen een associatie op met zijn twee bekendste rollen: de bokser Rocky Balboa en de Vietnamveteraan John Rambo.

## Biografie
Stallone werd geboren in New York als zoon van een Italiaanse vader en een Amerikaanse moeder van Frans-joodse afkomst. Bij zijn geboorte traden complicaties op, waardoor een gedeelte van Stallones lippen, tong en kin verlamd raakten. Hier hield hij een typerende spraak aan over, die vaak wordt geïmiteerd. Tijdens een lastige jeugd kwam hij in aanraking met acteren en sport. Hij raakte geïnteresseerd in onder andere bodybuilding, door zijn idool Steve Reeves. Zijn eerste film was een softpornofilm genaamd The Party at Kitty and Stud's, in 1970. Vanaf 1977, na de doorbraak van Stallone bij het grote publiek, zou deze film beter bekendstaan onder de naam The Italian Stallion. Na een rol te hebben gespeeld in Woody Allens Bananas  speelde hij kleine rolletjes in films en televisieseries als Kojak. Hij begon zich ook meer te richten op het schrijven van scenario's.
In 1974 trouwde hij met de actrice Sasha Czack, met wie hij naar Californië verhuisde. Hier schreef hij het script voor Rocky, het verhaal van de voormalige bokser die tegen de kampioen mocht vechten. In 1976 werd Stallones script verfilmd door John G. Avildsen, en mocht hij de hoofdrol spelen. De film leverde meer dan 100 miljoen dollar op en kreeg 10 Oscar-nominaties, waaronder twee voor Stallone. De film zou er drie winnen, voor beste film, beste regie (voor Avildsen) en beste montage.
Na zijn grote doorbraak volgden meer successen. Hij schreef en speelde in vijf vervolgen van Rocky. Ook ging hij meer films regisseren, waaronder Rocky II tot Rocky V, en Staying Alive, de sequel op Saturday Night Fever. In 1982 kwam First Blood uit, waarin Stallone voor het eerst de rol van John Rambo speelde. Ook voor deze film schreef Stallone het script. Er volgden nog 4 Rambo-films, en ook andere succesvolle actiefilms, waaronder Nighthawks, het Hollywood-debuut van Rutger Hauer, en Cobra uit 1986. In 2008 speelde Stallone nogmaals de rol van Rambo, in een film die hij zelf regisseerde. In 1985 scheidde Stallone van Czack. Het daaropvolgende jaar trouwde hij met model Brigitte Nielsen. Het huwelijk duurde achttien maanden.
In de jaren negentig probeerde Stallone het op een breder terrein. Behalve grote actiefilms speelde hij ook in komedies als Oscar en Stop! Or My Mom Will Shoot (1992) met Estelle Getty (bekend van The Golden Girls). Verder was hij de stem van werkmier Weaver in de CGI-tekenfilm Antz (1998). Ook begon hij in 1991 samen met onder anderen Arnold Schwarzenegger, Bruce Willis en Demi Moore de restaurantketen Planet Hollywood. In 1997 trouwde hij voor de derde keer, nu met model Jennifer Flavin. Na 2000 deed hij het rustiger aan.
In 2010 kwam de film The Expendables in de bioscoop, een film waarin Stallone de rol van zowel acteur als regisseur op zich nam. De film werd vooral bekend vanwege de grote hoeveelheid bekende actie-acteurs als Jet Li, Jason Statham, Bruce Willis, Dolph Lundgren, Mickey Rourke en Arnold Schwarzenegger. In een interview vlak na de première van The Expendables gaf Stallone aan in de volgende film Bruce Willis graag als opperschurk te willen zien. Het gerucht ging dat Stallone ook in deel 2 van The Expendables de rol van acteur en regisseur op zich zou nemen, echter in maart 2011 maakte Stallone bekend niet bereid te zijn om The Expendables 2 te regisseren, wel speelde hij opnieuw de hoofdrol. In 2014 kwam The Expendables 3 uit waarin Stallone opnieuw de hoofdrol had en Mel Gibson de Schurk speelde.
In 2015 keerde Stallone nog een keer terug in de rol van Rocky Balboa in de film Creed. De film oogstte veel positieve kritieken en leverde Stallone onder andere een Oscarnominatie voor beste mannelijke bijrol en een Golden Globe Award voor beste mannelijke bijrol op. Door zijn succesvolle boksfilms raakte Stallone betrokken bij de actie om de naam van de zwarte bokslegende Jack Johnson na meer dan een eeuw te zuiveren. Hij belde daartoe in april 2018 Donald Trump. Hij haalde de president over, en op 24 mei 2018 ondertekende deze het document. Stallone schreef het scenario van de bioscoopfilm A Working Man die in maart 2025 uit kwam.
Met zijn eerste echtgenote heeft Stallone twee zoons, met zijn derde vrouw kreeg hij drie dochters. Zijn oudste zoon Sage overleed in 2012.

## Filmografie

### Films
- Armor (2024) - Rook
- Expend4bles (2023) – Barney Ross
- Guardians of the Galaxy Vol. 3 (2023) – Stakar Ogord
- Samaritan (2022) – Joe Smith
- The Suicide Squad (2021) – King Shark (stem)
- Rambo: Last Blood (2019) – John Rambo
- Escape Plan: The Extractors (2019) – Ray Breslin
- Backtrace (2018) – Detective Sykes
- Creed II (2018) – Rocky Balboa
- Escape Plan 2: Hades (2018) – Ray Breslin
- Guardians of the Galaxy Vol. 2 (2017) – Stakar Ogord
- Ratchet & Clank (2016) – Victor Von Ion (stem)
- Creed (2015) – Rocky Balboa
- Reach Me (2014) – Gerald
- The Expendables 3 (2014) – Barney Ross
- Grudge Match (2013) – Henry 'Razor' Sharp
- Escape Plan (2013) – Ray Breslin
- Bullet to the Head (2012) – James Bonomo
- The Expendables 2 (2012) – Barney Ross
- Zookeeper (2011) – Joe the Lion (stem)
- The Expendables (2010) – Barney Ross (tevens de regie)
- Rambo (2008) – John J. Rambo (tevens de regie)
- Rocky Balboa (2006) – Rocky Balboa (tevens de regie)
- Spy Kids 3-D: Game Over (2003) – Toymaker
- Shade (2003) – Dean 'The Dean' Stevens
- Taxi 3 (2003) – Eerste passagier (niet op aftiteling)
- Avenging Angelo (2002) – Frankie Delano
- D-Tox (2002) – FBI Agent Jake Malloy
- Driven (2001) – Joe Tanto
- Get Carter (2000) – Jack Carter
- Antz (1998) – Weaver (stem)
- An Alan Smithee Film: Burn Hollywood Burn (1998) – Zichzelf
- Cop Land (1997) – Sheriff Freddy Heflin
- The Good Life (1997) – Boss
- Daylight (1996) – Kit Latura
- Assassins (1995) – Robert Rath
- Judge Dredd (1995) – Judge Dredd
- The Specialist (1994) – Ray Quick
- Demolition Man (1993) – John Spartan
- Cliffhanger (1993) – Gabe Walker
- Stop! Or My Mom Will Shoot (1992) – Sgt. Joe Bomowski
- Oscar (1991) – Angelo 'Snaps' Provolone
- Rocky V (1990) – Rocky Balboa
- A Man Called... Rainbo (1990) – Jim Ramroc/Jim Rainbo (niet op aftiteling)
- Tango & Cash (1989) – Raymond 'Ray' Tango
- Lock Up (1989) – Frank Leone
- Rambo III (1988) – John J. Rambo
- Over the Top (1987) – Lincoln Hawk
- Cobra (1986) – Lieutenant Marion 'Cobra' Cobretti
- Rocky IV (1985) – Rocky Balboa (tevens de regie)
- Rambo: First Blood Part II (1985) – John J. Rambo
- Rhinestone (1984) – Nick Martinelli
- Staying Alive (1983) – Man op straat (cameo, niet op aftiteling; tevens de regie)
- Rambo: First Blood (1982) – John J. Rambo
- Rocky III (1982) – Rocky Balboa (tevens de regie)
- Escape to Victory (1981) – Captain Robert Hatch
- Nighthawks (1981) – Det.Sgt. Deke DaSilva
- Rocky II (1979) – Rocky Balboa (tevens de regie)
- Paradise Alley (1978) – Cosmo Carboni (tevens de regie)
- F.I.S.T. (1978) – Johnny D. Kovak
- Rocky (1976) – Rocky Balboa
- Cannonball! (1976) – Mafioso (niet op aftiteling)
- Farewell, My Lovely (1975) – Jonnie
- Mandingo (1975) – Jonge man in publiek (scènes verwijderd)
- Death Race 2000 (1975) – Machine Gun Joe Viterbo
- Capone (1975) – Frank Nitti
- The Prisoner of Second Avenue (1975) – Jongere in park
- The Lords of Flatbush (1974) – Stanley Rosiello
- Klute (1971) – Figurant/Dansende man in club (niet op aftiteling)
- Bananas (1971) – Schurk in metro nr. 1 (niet op aftiteling)
- No Place to Hide (1970) – Jerry Savage
- The Party at Kitty and Stud's (1970) – Stud

### Series
- Tulsa King (televisieserie) – Dwight "The General" Manfredi (2022, 2024)
- Las Vegas (televisieserie) – Frank (afl. To Protect and Serve Manicotti en When You Got to Go, You Got to Go, 2005)
- Liberty Kids: Est. 1776 (televisieserie) – Paul Revere (afl. onbekend, 2002-2003)
- Saturday Night Live (televisieserie) – Presentator (episode 23.1, 1997)
- Kojak (televisieserie) – Detective Rick Daly (afl. My Brother, My Enemy, 1975)
- Police Story (televisieserie) – Caddo (afl. The Cutting Edge, 1975)